# Zemská silnice B22

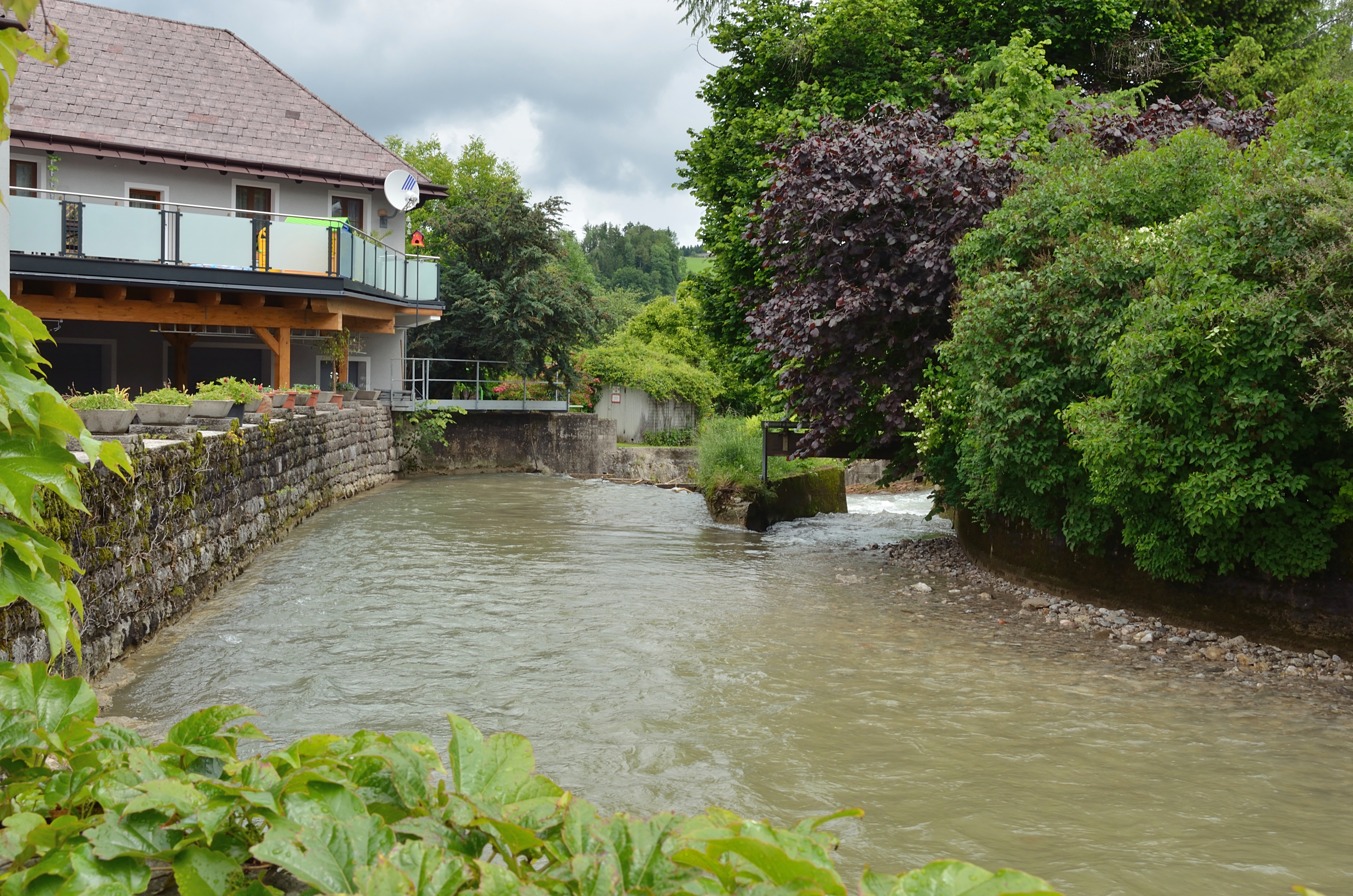
Řeka Kleine Erlauf v Grestenu

Zemská silnice Grestner Straße B22  se nachází ve spolkové zemi Dolní Rakousko. Vede z obce Saffen přes městys  Gresten do obce Gstadt u města Waidhofen an der Ybbs. Její délka je zhruba 29 km.

## Popis
| km   | Místo      | Popis                                                          | m n. m. |
| ---- | ---------- | -------------------------------------------------------------- | ------- |
| 0    | Saffen     | Začátek B22 výjezdem z Erlauftal Straße B25 směrem na západ    | 327     |
| 7,8  | Scheiten   | průjezd obcí                                                   | 438     |
| 11   |            | most přes řeku Kleine Erlauf                                   | 410     |
| 11,2 | Gresten    | průjezd městem                                                 | 408     |
| 11,4 | Gresten    | úrovňový železniční přejezd trati Erlauftalbahn                | 407     |
| 22,6 | Ybbsitz    | průjezd městem a odbočka do centra                             | 423     |
| 27,4 | Steinmühle | v tomto úseku 4x úrovňový železniční přejezd trati Ybbstalbahn | 374     |
| 28,4 | Gstadt     | Konec B22 nájezdem na Ybbstal Straße B31                       | 374     |

Poznámka: v tabulce uvedené kilometry a nadmořské výšky jsou přibližné.